# Jörg Menno Harms
Jörg Menno Harms (* 13. September 1939 in Plön, Holstein) ist ein deutscher Manager und Diplomingenieur der Elektrotechnik.

## Werdegang
Nach Schulausbildung und Wehrdienst studierte Harms an der damaligen Technischen Hochschule und heutigen Universität Stuttgart Elektrotechnik und Nachrichtentechnik und verließ diese als Diplom-Ingenieur. Von 1993 bis 2000 und nochmals von 2002 bis 2004 war Harms Vorsitzender der Geschäftsführung der Hewlett-Packard GmbH. Später übernahm er den Vorsitz im Aufsichtsrat des Unternehmens.
Er war einer der Gründer des Branchenverbandes bitkom.
Er ist Mitglied im Kuratorium der Akademie für gesprochenes Wort in Stuttgart.
Er ist Mitglied im Corps Rhenania Stuttgart.

## Auszeichnungen
Harms erhielt 2000 das Bundesverdienstkreuz  sowie 2004 die Verdienstmedaille des Landes Baden-Württemberg. Das Karlsruher Institut für Technologie verlieh ihm die Heinrich-Hertz-Gastprofessur im Jahr 2016.

## Familie
Jörg Harms ist Enkel des Ökonomen Bernhard Harms. Seine Brüder sind der Journalist Klaus B. Harms und der frühere Vizepräsident des Verwaltungsgerichtshofes Baden-Württemberg Karsten Harms, sein Neffe der Chefredakteur von t-online.de Florian Harms.